# 第一條橫貫大陸鐵路
第一條橫貫大陸鐵路（First Transcontinental Railroad），原稱「太平洋鐵路」（Pacific Railroad），稍後又被稱為「陸上路線」（Overland Route），是美國一條鐵路線，在1863年至1869年由加利福尼亞中央太平洋鐵路公司、西太平洋铁路公司及聯合太平洋鐵路公司三家公司興建，連接艾奧瓦州的康瑟爾布拉夫斯、內布拉斯加州的奧馬哈至加里福尼亞州三藩市灣東岸的奧克蘭。這條鐵路連接美國東部的既有鐵路網，首次實現以鐵路連接美國的大西洋海岸與太平洋海岸。當主要的客運鐵路服務在全線營運直至1962年時，該條鐵路常被稱為「陸上路線」。
這條鐵路線的興建與營運得到1862年與1864年《太平洋鐵路法案》的授權。國會以30年期政府債券及大量批出政府土地支持。1869年5月10日通車，帶動美國西部的人口及經濟增長。這條貫通大陸的鐵路逐漸取代大多數極緩慢及危險得多的驛站馬車及篷車隊交通線。火車提供更快、更安全及更便宜的往來東西部客貨運輸。美國的鐵路運輸也進入黃金時期。
另外，沿鐵路線鋪設的電報線由於更容易維護，很快取代了先前鋪設的第一條橫貫大陸電報線。

## 构想工程

### 最初构想

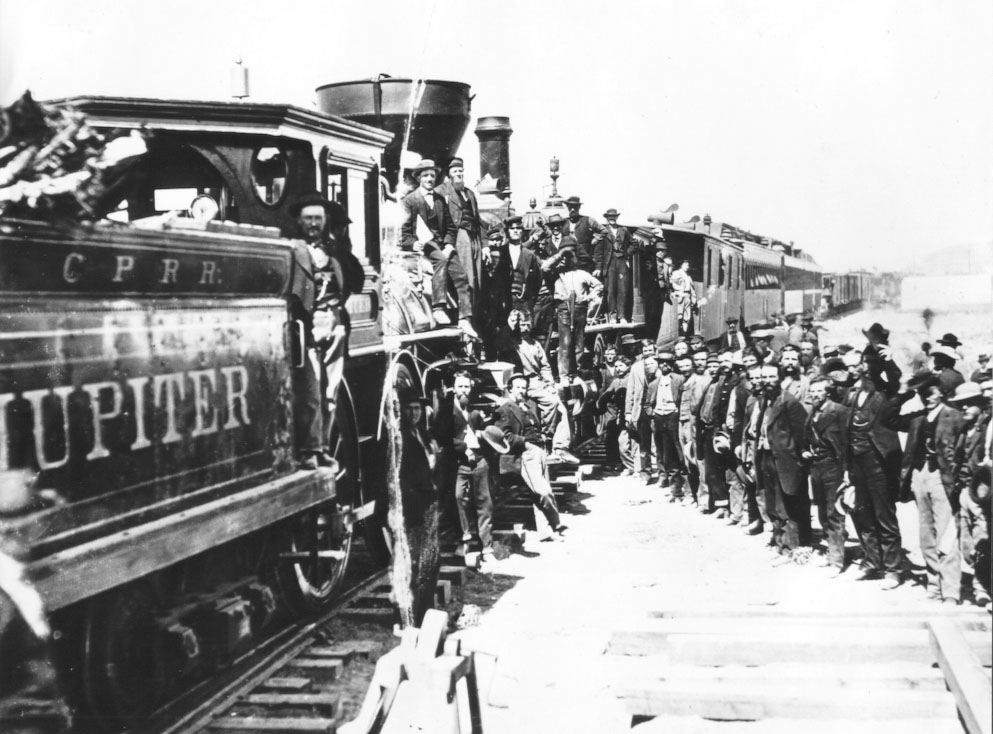
1869年5月10日的通車儀式

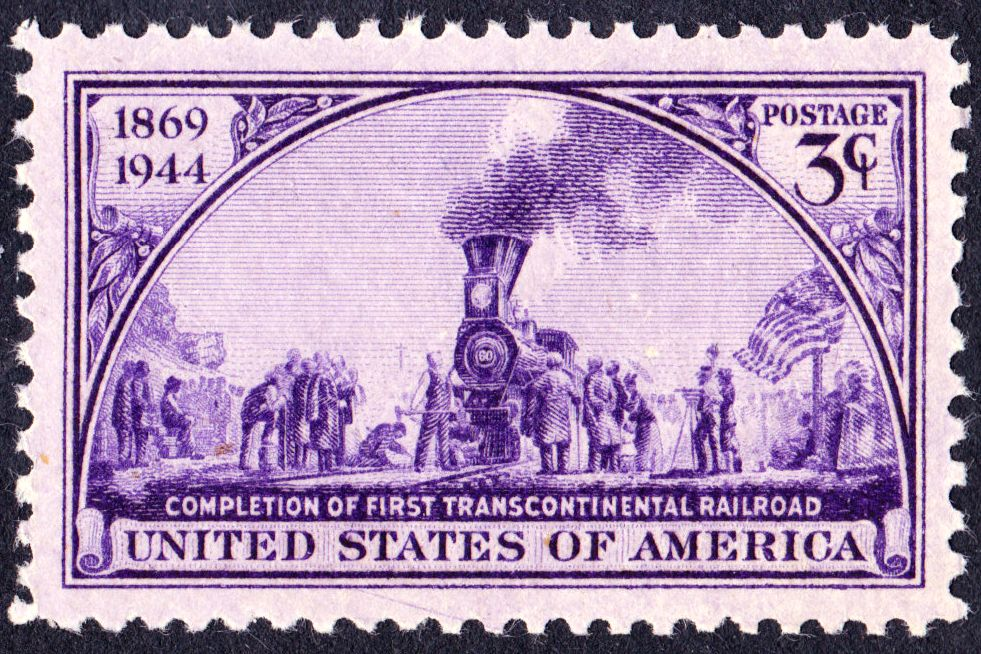
1944年發行紀念第一條橫貫大陸鐵路75週年紀念郵票

在19世紀北美大陸西部拓荒時代，美國的開拓者、移民要從美國中西部到美國西岸，主要依靠俄勒岡小徑，從密蘇里州橫越堪薩斯州、內布拉斯加州、懷俄明州、愛達荷州，終點抵達俄勒岡州。
大陆横贯铁路的构想最初在1832年，由哈特韦尔·卡弗博士在《纽约信使与询问者》杂志上发表文章，主张修建一条连接美国海岸与海岸的铁路线，该文主张修建一条从密歇根湖到俄勒冈州的跨大陆铁路。1847年，他向美国国会提交了一份“关于修建从密歇根湖到太平洋铁路的宪章的提案”，寻求国会宪章来支持他的想法。
最初进行了具体的实地调查的人物是阿萨·惠特尼。1845年，惠特尼率领8名队伍调查了设想的铁路路线沿线，推算了沿线存在的石材和木材等的建设材料的可利用量，桥梁和隧道的必要数，沿线的可耕地面积等数据。并且，惠特尼为了寻求企业家和政治家的支援，分发地图和小册子，向联邦议会陈述了大陆横贯铁路的建设计划。但是，当时美国爆发了南北战争，没能实现计划。

### 推动法案
被称为“大陆横贯铁路之父”的是塞奥门·朱达。朱达在1852年设立的萨克拉门托铁路担任主任技术人员，监督铁路建设。在这个过程中，朱达确信可以从萨克拉门托中穿越枝叶茂密的内华达山脉建设铁路，并想亲自推进这项工作。不久萨克拉门托铁路破产。朱达于1856年去了华盛顿并参加了联邦议会的大厅活动。书写建议书，发给阁僚和议员等有影响力的人们。
1859年9月，在旧金山召开了第一次太平洋铁路会议，朱达被选为特使。12月回到华盛顿，在凯皮特尔·希尔大厦的一角设立了办公室。他代表太平洋铁路会议与詹姆斯·布坎南总统会面，并在联邦议会上发言。1860年2月，爱荷华州选出的下院议员塞缪尔·卡蒂斯提出了最初的法案，但此时相关法案未能成立，未能奏效。
1860年，朱达回到加利福尼亚，调查了通过铁路越过内华达山脉的路径。与此同时，矿山工程师丹尼尔·斯特朗发现了通过马车越过内华达山脉的路径。这条路线也适用于铁路的路径。斯特朗向朱达展示了这一发现，之后他们共同成立了募集商人和企业家出资的工会。11月，萨克拉门托富裕的商人科里斯·汉廷顿，听了朱达的说明立刻理解那个重要性，聚集4个出资者设置了理事会。董事会成员为他的事业伙伴马克·霍普金斯、宝石商詹姆斯·贝利、食品杂货商的里兰·斯坦福德、服饰商的查尔斯·克洛克。
从1861年1月到7月，朱达和斯特朗等10名队伍对内华达山脉的横穿路线进行了调查，而里兰斯坦福德则在华盛顿会见了林肯总统。联邦议会的特别会议被召开，太平洋铁路法案被卡蒂斯重新提交了。但是，由于联邦议会因南北战争问题忙得不可开交，法案一直延续到下次的会期。10月，朱达被任命为下议院太平洋铁路委员会书记官，与加利福尼亚州选出的新人下议院议员阿伦·萨金特共同致力于法案的通过。

### 修正法案与决议
1862年，太平洋铁路法案于5月6日通过参议院，6月20日由林肯总统签署，该法要求从东到太平洋铁路，从西到中央太平洋铁路铺设大陆横贯铁路。7月1日，美国国会通过修改的第一个建设太平洋铁路法案，该法案称“由政府保障援助为用于邮政、军事和其它目的而建设的由密苏里河到太平洋的铁路线和电报线路”。参与修建的公司可以获将得大批国有土地和资助大量资金，同时规定由联合太平洋铁路公司和中央太平洋铁路公司共同承建横贯大陆的太平洋铁路。
由于横贯太平洋铁路的修建中有十分巨大的利益驱动，各个铁路公司、承包商和股东们之间展开了空前激烈的争斗，也一再提出对该法案的多种修正意见。例如美国众议院在1863年7月、1864年3月16日、提出了对1862年太平洋铁路法案的修正案。同时各方公司之间也展开多次争论，主要涉及铁路公司期望更多的经济利益，如在1864年5月24日的辩论中，亨德里克斯提出动议修正第4节第10行，要求政府特许铁路公司获得的土地可以包括煤矿和铁矿地区，这些土地将达10万英亩。至于众议院对1862年太平洋铁路法案的讨论，同样充满着讨价还价的争斗。

### 第二次立案通过
1864年6月29日，众议院终于通过决议，要求与参议院代表举行联合会议，以商讨和参议院议案的分歧，取得对联合决议的认同，参议院接受了这一动议。由来自参议院的詹姆斯·哈伦、福斯特、约翰·康纳斯和来自众议院的撒迪厄斯·斯蒂文斯、麦考勒格、科尔组成国会两院委员会。经历了多次讨论和修正，于1864年7月1日和2日参议院和众议院分别同意联合委员会提出的修正议案报告。7月2日林肯总统正式签署生效。美国国会先后通过的两个太平洋铁路法案，给予了铁路公司和承包商们以更大的实惠。1862年和1864年两个太平洋铁路法案成为横贯太平洋铁路工程的主要立法依据。
作为联邦政府的支援策略，除了用地的使用许可以外，各公司在平地上铁道的建设以每英里1万6,000美元（每1米9.94美元），在丘陵地同3万2,000美元（同19.88美元），在山地同4万8,000美元(同29.83美元）。法案还规定对这些地段的建设债券应给予加倍的优惠。铁路公司得到的特权不只是修正前的沿线山林采伐权,而且还包括沿线公有地的采矿权。
美国国会在林肯总统的支持下，决定以发行国债的方式筹集修路资金。修建铁路所需的大部分资本投资都是通过向感兴趣的投资者出售政府担保债券（每英里完工的铁路）产生。联邦的路权捐赠节省了金钱和时间，因为它不必从其他人那里购买。财政激励和债券有望涵盖修建铁路所需的大部分初始资本投资。这些债券将通过出售政府授予的土地以及预期的客运和货运收入来偿还。
1863年1月8日，在加利福尼亚州知事利兰·斯坦福德的出席下，在萨克拉门托上举行了开工纪念仪式。

## 路線
大陆横贯铁路全长3069公里，由三家公司负责修建，每家公司各负责一段路线。其中：「加州中央太平洋铁路公司」负责修建从加州到犹他州之间的路段，全长约1110公里，是为西段。
「联合太平洋铁路公司」负责修建从艾奥瓦州到犹他州的路段，全长近1500公里，是为东段。
「西太平洋铁路公司」负责修筑从旧金山到萨克拉门托之间的路段，约两百多公里。

### 聯合太平洋鐵路線路

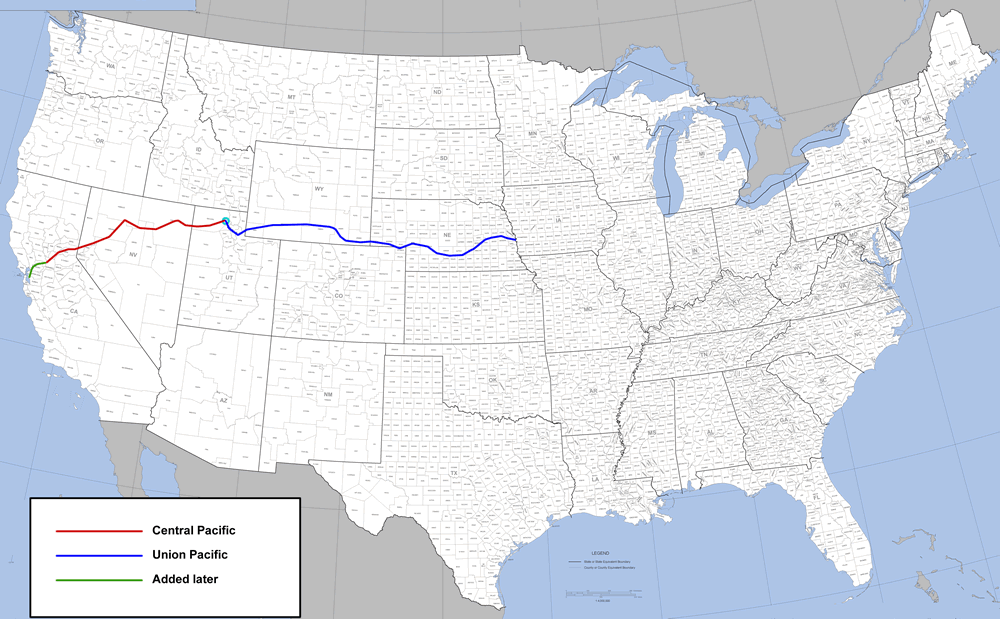
美國第一條橫貫大陸鐵路的路線
紅色：中央太平洋鐵路
藍色：聯合太平洋鐵路
綠色：後來興建的路段

聯合太平洋鋪設1749公里的路軌，從艾奥瓦州的康瑟爾布拉夫斯開始，跨過密蘇里河，經過內布拉斯加州、科羅拉多準州、懷俄明準州、猶他準州，在普瑞蒙特瑞尖峰與中央太平洋的路軌接通。西部大荒漠的兩個最大城市丹佛和鹽湖城不在這條鐵路線上，有支線落成以連接主鐵路與兩市。

### 中央太平洋鐵路線路
中央太平洋鋪設1100公里的路軌，從加州薩克拉門托開始，經過內華達州，在猶他準州的普罗蒙特里尖峰與聯合太平洋的路軌接通。後來鐵路線的西端延長至加州的奧克蘭。中央太平洋鐵路完工前，內華達州和加州有其它鐵路線正在興建中，準備連接中央太平洋鐵路。
初期，聯合太平洋的鐵路並非直接連接美國東部的鐵路網，火車要上渡輪渡過密蘇里河。1869年，堪薩斯城的漢尼拔橋建成，它接通堪薩斯太平洋鐵路。堪薩斯太平洋鐵路在1870年接通與橫貫大陸鐵路相連的丹佛太平洋鐵路。1873年，聯合太平洋密蘇里河橋啟用，把聯合太平洋的主線與東部直接聯繫。
現在的80號州際公路在美國西部的大部分路段是沿這條鐵路線而建。

## 建造工序

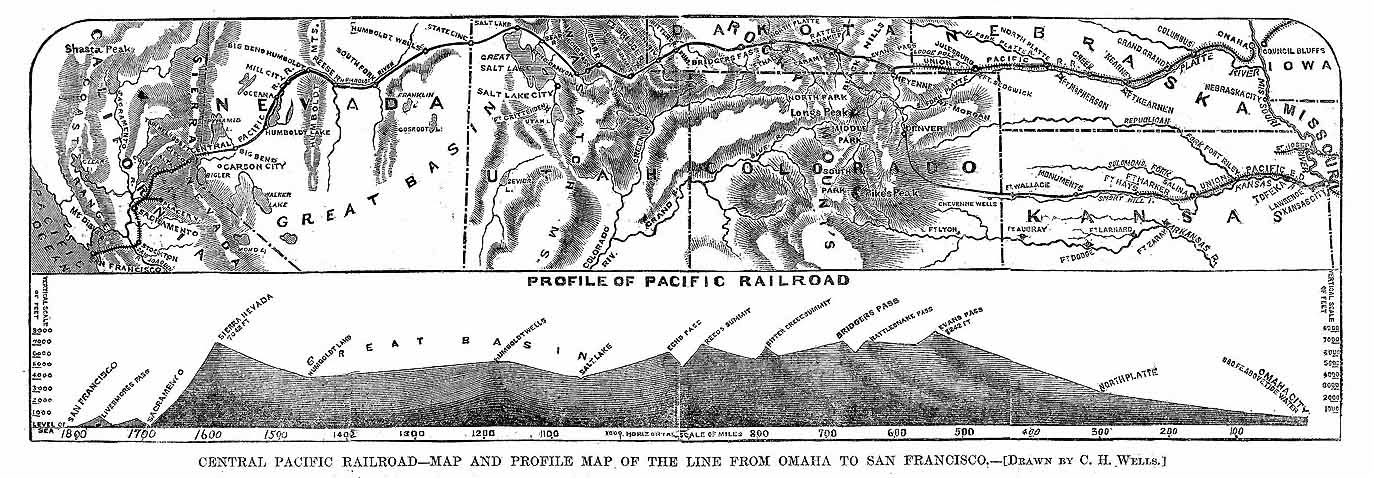
當年从Council Bluffs/Omaha到旧金山的太平洋铁路的简介。哈珀周刊，1867年12月7日印製。

1863年1月，铁路动工的时候，计划预算将用至少14年的时间来完成。修建铁路的工程最终承包给两个主要公司：中央太平洋铁路公司和联合太平洋公司。前者负责铁路的西段建设，后者负责东段的修筑。设计者计划的是，西段铁路从西向东修起，东段铁路反之。两段铁路最终要在犹他州境内汇合起来。
铁路的铺轨分为多个部分，在轨道分层之前，测量员与工程师协商确定轨道的走向。然后，工人们修建和准备路基，挖或炸穿山丘，填上水渠，修建横跨溪流或山谷的栈桥、桥梁或涵洞，必要时修建隧道，并铺设枕木。然后，实际的铺轨工将轨道铺设在路基上先前铺设的系材上，然后驱动尖桩，并将鱼尾板钢筋栓接到每根轨道上。与此同时，另一伙人会沿着斜坡分发电线杆和电线，而厨师们准备晚餐，职员们则忙于处理账目、记录，利用电线来传递更多材料和用品的请求，或者与主管沟通。工人们通常住在他们工作地点附近的营地里。物资由工程师订购，通过铁路运输，如果需要，可以在火车头之前装上货车。当铁路建设到了很长一段距离时，营地会一起被移动。后来，随着铁路每隔几天就开始长距离移动，一些铁路车厢内建有与工人一起移动的掩体，几乎所有的路基工程都必须手工完成，使用铲子、镐、斧头、两轮自卸车、手推车、绳索、刮刀等。当时只有骡子拉的马车和马可以用来节省劳力。
木材和系材通常由独立承包商提供，他们根据需要切割、运输和锯切木材。被炸松散的岩石将被收集并运出隧道，用于填充区或作为路基，或作为废物倾倒在路边。一些隧道需要将近一年的时间才能完工，最长的山顶隧道则需要将近两年的时间。供应列车会将施工所需的所有材料运至铁路头，工人们可使用骡子或马拉货车将其运至其他道路。系杆通常从马拉或骡拉的货车上卸下，然后放在轨道压载物上并调平，以备轨道使用。最重的铁轨经常被踢下平板车，由铁轨两边的一帮人运到需要的地方。首先将放置轨道车前面的轨道，用轨距尺测量正确的轨距，然后用钉锤将其钉在枕木上。连接轨道末端的鱼尾板将用螺栓固定，然后用手将轨道车推到轨道末端，并重复安装轨道。轨道压载物被放置在枕木之间。

## 过程
最初，铁路的建设工程一直不太顺利，由「中央太平洋铁路」负责的修築西段要比东段艰难得多。东部的地势以平原为主，而西部面临的多是山脉地区和当地的极端气候。负责东段的「联合太平洋铁路」则在修筑过程遭遇当地印第安人的强烈抗议，期间还爆出铁路公司贪腐事件，使得工程一度停顿。

### 东段的修筑
在东段，「联合太平洋铁路」的路线大部分是平原地区，所以建设进展顺利，但是到了印第安的领土上却发生了问题。在铁路两侧的范围中，很多地方就是印第安人的居住地，铁路公司方面以实施铁路法案为由，开始武力驱逐印第安人。当地印第安人的土地不但被没收，印第安人所居住的保留地也被赶出。并且，铁路线路成为横穿在印第安人的土地上，作为狩猎民族的他们被残酷地破坏了狩猎场，印第安人把铁路的建设视为白人的新侵略。另外，作为平原印第安人的生活食粮的缓冲区也被多次驱逐和破坏。因此，以苏族为首的印第安人屡次攻击建设工人。他们向铁路工地的帐篷施放浸过油的着火弓箭，也时常拆毁正在修建的铁路。为了维持治安，联邦政府出动正规军镇压，太平洋铁路公司也在国会的授权下，组建了自己的军队，配置狙击手和保安队，对印第安人进行屠杀。在政府的支持下，拥有铁路沿线土地的移民在「保卫自己的土地」的口号下，也毫不犹豫地加入屠杀印第安人的行列。
在遭到印第安人的激烈抵抗后，又发生财务丑闻。「联合太平洋铁路」的主要的股东、马萨诸塞州联邦众议员艾姆斯（Oakes Ames）于1867年组建的“美国动产信贷公司” （Credit Mobilier of America）从联合太平洋铁路公司和联邦政府诈骗数千万美元，此骗局最终在1872年被捅破。C.M副总裁杜兰特（Thomas C. Durant），公司高管布什内尔（Cornelius S. Bushnell）和阿雷（John B. Alley），加上他们的同伙为阻止政府调查和介入，艾姆斯通过分发铁路股票疯狂贿赂国会议员，并成功地将司法部门的审查拒之门外。当时的美国时任副总统的科尔法克斯（Schuyler Colfax）收取了大量铁路股票；此后当选为美国总统的詹姆斯·加菲尔德（James A. Garfield）也卷入此交易中。尽管该丑闻造成的直接经济损失高达2000万美元（按1870年美元价格计算），但美国司法部门并没有起诉艾姆斯的腐败行为。这场沸沸扬扬的丑闻以不了了之告终。此丑闻不但使铁路工程一度停顿，也让联合铁路公司破产重组，但在各方对铁路修筑的支持下，工程也再度开始。

### 西段的修筑
在西段，「中央太平洋铁路」一开始便是最艰难的工程，在他们的前面是海拔2100米的内华达山脉。铁路工程最初的40英里都是在崇山峻岭中穿行，必须建设50座桥梁和10多条隧道，施工条件极为艰苦。在工程开始没多久，便有幾百名工人偷偷溜走。当时，由于有大批的爱尔兰人每天随船抵达旧金山，找筑路工人并不难，但这些人根本无法适应危险且令人疲惫不堪的修路工程，并持续发生酗酒、斗殴、持续性的要求增加薪资的要求。即便如此，每天还是有数以百计的爱尔兰劳工逃跑，导致中央太平洋铁路在两年之内只铺设了仅仅50英里（约合80公里）的铁轨，缓慢的进度使得工程承包商面临破产的危机。

### 招聘工人的困境
当时美国刚结束内战，国内百废待兴，兴建贯通东西岸的铁路，成为重兴国家经济的重要基建。但当工程开始不久后，便面临人手不足的问题。于是铁路公司刊登广告，计划招聘5000名铁路工人，但是最终只有几百名白人应徵，于是铁路公司开始将目光转投人口龐大的中國勞動力。
铁路研究项目的副总监希尔顿起初反对聘用华工建议，因擔心华工体力不足，又缺乏鐵路修建的經驗，工程肯定會拖延又麻煩。最后铁路的总承包商查尔斯·克罗克（Charles Crocker）说出：「能修建万里长城的民族，当然也能修铁路」，最终管理层愿意先试用50名华工。

### 華人参與鐵路基建
1865年7月底，首批华工乘船抵达旧金山，参與铁路建造工程中多达90%工人为华裔，其次是欧洲血统白人，当中以爱尔兰裔最多，包括南北战争的退伍军人、摩尔蒙教徒等。高峰时期，参興铁路的华工的数量多达1万至1.5万人，总计有2万名华工曾经投入工程。
当时，中国人移民到加利福尼亚从事金矿山、洗衣业、厨师等行业。最初，中国人因为有体力弱，不能从事体力劳动这样的偏见，普通建设工人的标准日薪是3美元，但中国人移民的日薪一直被压低得很。1867年6月，他们举行罢工，争取与白人同工同酬，改善假期和工作待遇等。华工中的大多数是由一个中国“老板”来代表的，主要为员工翻译，收取工资，遵守纪律，并从美国总监那里传达命令。大多数中国工人只会说基本的或不说英语，而主管通常只会说基本的汉语。
整体中，直接铺设铁路的工人约占25%，其他还需要锻造、木工、石工、测量技术人员、电信技术人员、厨师等多种工种。除了铺轨工作人员，其他工作人员还忙于设立加油站、水上加油站，通常还要负责邮件、乘客和货物的装卸。为了维持铁路的运作，还要雇用人员来管理这些电台和建立维修站，以保持所有设备的维修和运行。另外，必须雇用电报员来管理每个车站，以跟踪列车的位置，这样列车就可以在各个方向行驶的单轨上正常运行，而不会受到干扰或发生事故。为了让火车顺利通过，必须建造侧线，以免任何生物危险踏上铁路，同时也要储存和持续支付运行蒸汽火车所需的煤炭或木材作出规定。每隔一段距离要建造一座水塔，给火车发动机上的水箱重新注满水，并提供保持水箱装满的设施。
随着华工表现良好，铁路公司开始增加华工人数。但当时全加州的华裔大概只有5万至6万华人。在1868年的中美双方签定《蒲安臣条约》中，中美双方交叉承认两国公民有自愿移民到对方国家去的权利，这为美国在中国招募华工提供了法律依据。于是铁路公司就计划从华南地区直接聘请华工。当时中国南方由于受到太平天国运动的冲击，战争连年不断，广东地区许多人流离失所，大批民众前往美国淘金，华工大部分来自广东省南部，由于广东省华人长期与外国人往来，普遍更敢于远洋冒险，因此更易于招聘。

### 华工血汗付出終提早完成

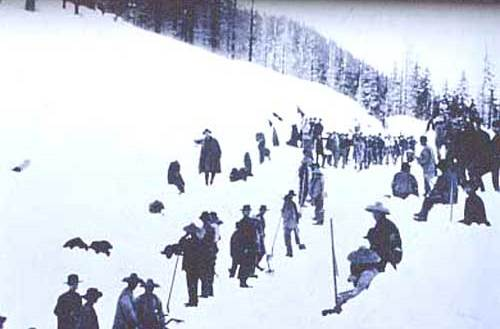
由於工作勞苦，白人較少願意從事，改為用华工在冰天雪地中工作

在挖掘机械不足的条件下，工人们经常要在极端环境中开山劈石、清除障碍物、钻探隧道、建造挡土墙等，所有工作几乎都是华工徒手完成。当时的省力设备主要包括手推车、马或骡子拉的手推车，以及一些铁路拉的平底车。
1866年，在内华达山脉华工们用修栈道的方法打通塞拉岭通道，被称为合恩角的花岗岩石墙是这里最难攻克的险关，它的下部是垂直光滑、深达1000英尺(约合304.8米)的悬崖峭壁。华工用炸药来建设贯穿山脉的隧道，当时只发明了安全性低的硝基甘油爆炸物，有时华工们会在悬崖上悬吊，在崖壁装置炸药，一旦点燃药引，华工便要争分夺秒回到崖顶，差之毫厘都足以决定生死，这使得建设速度上升，但事故造成的工人死亡率也上升了。由于受灾的严重性，铁路公司不得不开发更安全的工法。
铁路线上工作非常危险，特别是工作在内华达山脉和洛磯山脈。1867年，在冬天开凿长达1600英尺的唐纳隧道时，更连续两年遇上美国历史上罕见的严冬。从中国南方来的从未见过冰雪的华工被活活冻死在帐蓬里，一些华工死于雪崩和雪滑梯，工程也因为运输困难而陷入停顿，工程师们也束手无策。华工们想出，铺了一条37英里长（约合59.5公里）的雪滑梯，利用光滑的路面拖运物资，这样不但恢复了运输而且加快了工程进度。之后又征服了气温高达摄氏四五十度的内华达大沙漠和漫无边际的犹他盐湖。当时华工为了治疗痢疾和水源性疾病，会在工地上开水煮茶，华工会在工地上自设营地休息过夜，但甚少寄情于酒精，多数会合作把工资寄回家乡。铁路的工人们曾经创下了一天铺设16km（10英里）的记录，工人们为了这次创举，在铁路旁立了个记录路标。

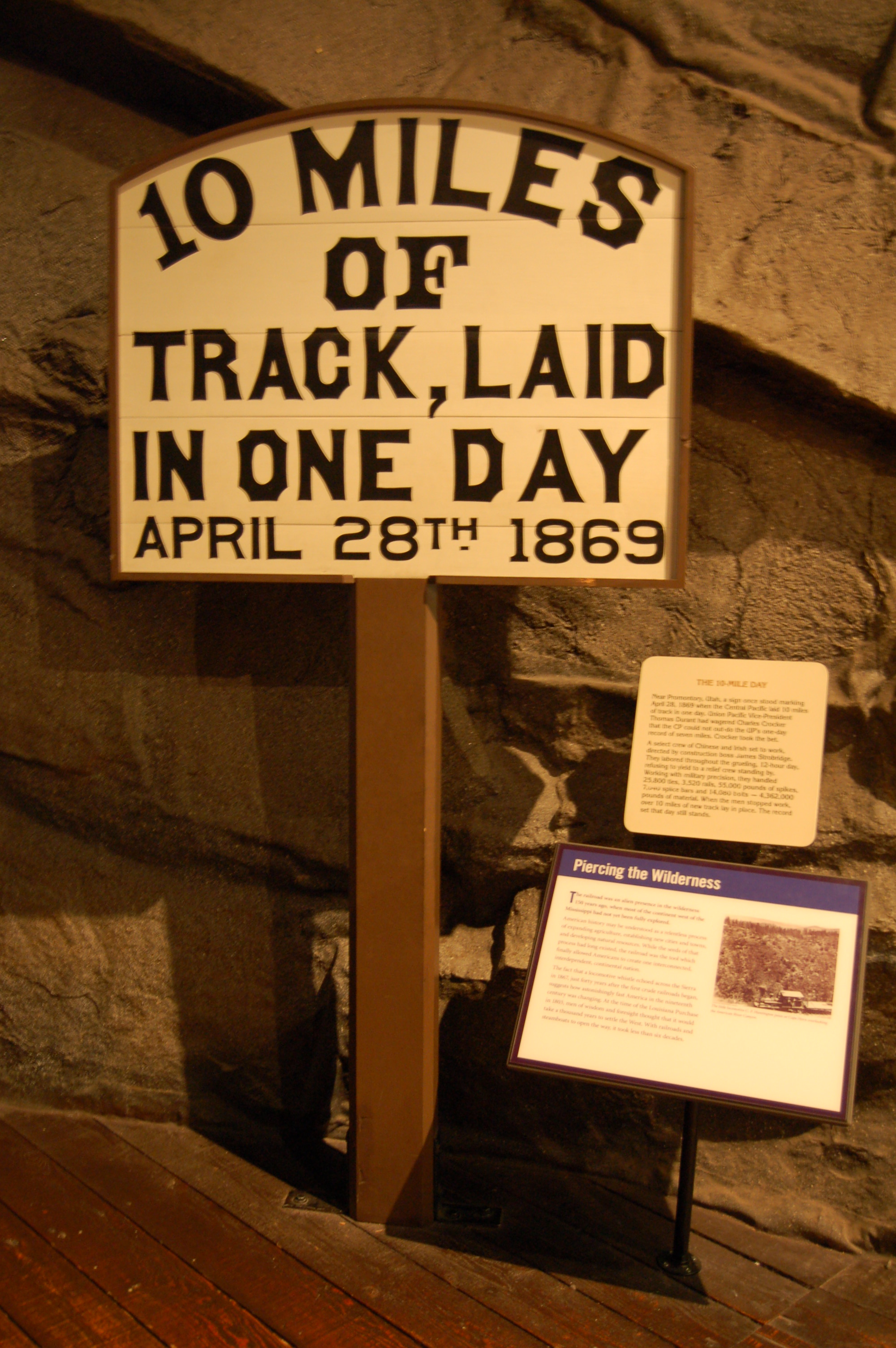
後續建設速度加快，這是庆祝在跨洲铁路建设期间一天铺设了10英里轨道的路牌

当时工地欠缺工伤纪录，难以确知有多少名华工因故殉职，保守估计最少有数百人，最多可达千人。1869年5月10日，横贯大陆铁路在犹他州的普罗蒙特里正式接通，虽然铁路施工的艰巨程度超过了预期，但華工效率奇佳，建成时间非但没有延迟，还比预期整整提前了7年之多。

## 後續事件

### 鐵路公司發展
鐵路通車時，鐵路網尚未連接大西洋或太平洋，只是連接奧馬哈和薩克拉門托。1869年11月，中央太平洋把鐵路從薩克拉門托連接至三藩市灣的奧克蘭。
聯合太平洋在1873年從奧馬哈接通康瑟爾布拉夫斯。
1876年6月4日，一列「橫貫大陸特快」火車經第一條橫貫大陸鐵路到達三藩市，它從紐約市出發，僅花83小時39分鐘完成旅程。鐵路未建成前，從紐約市往三藩市經陸路要花數個月時間，船運也要花上多個星期。
1880年，堪薩斯太平洋成為聯合太平洋的一部分。
1870年，中央太平洋鐵路與南太平洋鐵路合併營運，1885年正式合併。1901年，聯合太平洋取得南太平洋的控股權，但是最終被最高法院強迫售出以防止壟斷。聯合太平洋在1996年終於收購了南太平洋。

### 莫比利埃信託醜聞
南北战争时期，联邦政府为了建设横贯大陆的铁路线，授权成立了联合太平洋铁路公司。联合太平洋铁路公司有很深的政治背景，很多股东就是各个州的议员甚至是国会议员。（联邦政府为防止铁路被垄断所建立）
极力推动这条铁路建设的马萨诸塞州联邦众议员艾姆斯（Oakes Ames）是联合太平洋铁路公司的股东之一，他勾结一帮联合太平洋铁路公司的高管，买下了一家由宾夕法尼亚州政府在1859年授权成立的，从事贷款与合同承包等业务，当时几乎破产的公司，1867年将其改名为“美国动产信贷公司” （Credit Mobilier of America）成为太平洋铁路公司建设的独家承包商。
该公司向联合太平洋铁路公司开出大大超过实际成本的各项开支发票，加上少许合理的管理开支和利润，向美国联邦政府诈骗数千万美元。在铁路建设时期，他们提前发行与联邦铁路债券等量的股票，这些股票很快被狂炒，股票价格不停地飙升，最后达到了令人瞠目结舌的百倍发行价。这伙人再把公司的股票以发行价卖给有关的议员和政府高官，同时，还在联合太平洋铁路公司本身没有多少收益的情况下，给这些官员股东配发超额红利。
这种政商的勾结，他们逃过了一次次审查。1872年，这是总统的大选年。其中一名被贿赂的对象因为分赃不均，认为自己拿得钱太少，他隐忍了4年之后，将自己知道的受贿名单通过纽约太阳报捅了出来。据此，国会与司法部分别展开调查。发现动产信贷公司曾经将公司股票以超低价卖给过共和与民主两党的30多位成员。为了阻止政府调查，这些官僚股东将铁路股票以极其低廉的价格卖给一个个国会议员，连美国时任副总统的科尔法克斯（Schuyler Colfax）都收取了大量铁路股票，后来当选了美国总统的詹姆斯·加菲尔德（James A. Garfield）也卷入其中。这些人大多数以自己并不知情或并未参与利益输送为由摆脱了制裁，只有少数几个人，包括艾姆斯受到议会的申诫处分。该案件是「镀金时代」初期的一大丑闻，随着丑闻继续发酵，联合铁路不得不暂时停业整顿，最终的处理结果是联合铁路公司董事长辞职，联合铁路公司破产重组，其他人员不了了之，丑闻草草收场。
从此美国开始持续了半个多世纪的反腐败运动，也让美国政府的公信力开始了逐步提升。

### 當前客運服務
美鐵從加州愛莫利維爾至芝加哥的加州和風號在萨克拉门托至内华达州中部路段仍使用這條鐵路線，在内华达州以东则走行于联太中央走廊。

## 大眾文化
法国作家儒勒·凡尔纳1873年出版的《八十天环游世界》一书的也是主要灵感之一，里面也提到了这段铁路修建的意义：如果没有它，八十天环游地球的梦想永远只是梦想而已。
克里斯蒂亚娜·格雷戈里1999年出版的《伟大的铁路竞赛》（“亲爱的美国”系列的一部分）是作为利比·韦斯特的小说日记而写的，他记录了铁路建设的结束和当时席卷全国的激动。
在1999年由威尔·史密斯参演的电影《狂野西部，又译飆風戰警（英語：Wild Wild West）》中饰演阿利斯·洛弗勒斯博士对当时的美国总统尤利西斯·格兰特进行暗杀的场景
2002-2003年的美国体验系列在题为“横贯大陆的铁路”的一集中记录了铁路。
2004年英国BBC广播公司纪录片系列《工业世界七大奇迹》第6集“The Line”报道了铁路的建设。
在2002年的梦工厂动画电影《小马王》中，主角与其他马一起被送到一个横跨大陆铁路的工作地点。
在2015年，乐高模型描绘了金穗仪式，这标志着象征性的完成了第一条横贯大陆铁路的情况下，提交给了乐高创意的网站。

## 纪念活动
位于首都华盛顿的國家郵政博物館在每年的5月份都会庆祝太平洋铁路通车。
2019年，开通150週年的庆祝活动定在5月11日，称为“火车日庆典”（Train Day Celebration）。此外，美国邮政总局还发行了一式三枚的太平洋铁路通车150周年纪念邮票“金长钉”邮票（Golden Spike stamp）。距离盐湖城西北106公里的 “金钉国家历史纪念地”，即普罗蒙特里10日也被升格为美国国家历史公园。

## 外部連結
- Golden Spike National Historical Site in Utah （页面存档备份，存于）
- Route map at the Library of Congress
- Central Pacific Railroad Photographic History Museum （页面存档备份，存于）
- Union Pacific Railroad History （页面存档备份，存于）
- The Transcontinental Railroad
- Pacific Railway Act and related resources at the Library of Congress （页面存档备份，存于）
- Chinese-American Contribution to transcontinental railroad （页面存档备份，存于）
- Abandoned route of the transcontinental railroad in Utah (with map)[永久]
- Booknotes interview with David Howard Bain on Empire Express: Building the First Transcontinental Railroad, March 5, 2000. （页面存档备份，存于）